# New Orleans Hornets 2007-2008
La stagione 2007-08 dei New Orleans Hornets fu la 6ª nella NBA per la franchigia.
I New Orleans Hornets vinsero la Southwest Division della Western Conference con un record di 56-26. Nei play-off vinsero il primo turno con i Dallas Mavericks (4-1), perdendo poi la semifinale di conference con i San Antonio Spurs (4-3).

## Roster
| N° | Naz.                   | Ruolo | Sportivo           | Anno | Alt. | Peso |
| -- | ---------------------- | ----- | ------------------ | ---- | ---- | ---- |
| 1  | Stati Uniti (bandiera) | A     | Chris Andersen     | 1978 | 208  | 104  |
| 2  | Stati Uniti (bandiera) | G     | Jannero Pargo      | 1979 | 185  | 79   |
| 3  | Stati Uniti (bandiera) | G     | Chris Paul         | 1985 | 183  | 79   |
| 5  | Stati Uniti (bandiera) | G     | Mike James         | 1975 | 188  | 85   |
| 6  | Stati Uniti (bandiera) | C     | Tyson Chandler     | 1982 | 216  | 107  |
| 8  | Stati Uniti (bandiera) | G     | Bobby Jackson      | 1973 | 185  | 84   |
| 9  | Stati Uniti (bandiera) | A     | Morris Peterson    | 1977 | 201  | 99   |
| 11 | Brasile (bandiera)     | A     | Marquinhos         | 1984 | 203  | 102  |
| 12 | Stati Uniti (bandiera) | AC    | Hilton Armstrong   | 1984 | 211  | 107  |
| 16 | Serbia (bandiera)      | GA    | Predrag Stojaković | 1977 | 206  | 100  |
| 24 | Stati Uniti (bandiera) | GA    | Bonzi Wells        | 1976 | 196  | 95   |
| 30 | Stati Uniti (bandiera) | A     | David West         | 1980 | 206  | 109  |
| 32 | Stati Uniti (bandiera) | A     | Julian Wright      | 1987 | 203  | 102  |
| 33 | Stati Uniti (bandiera) | C     | Melvin Ely         | 1978 | 208  | 118  |
| 40 | Stati Uniti (bandiera) | A     | Ryan Bowen         | 1975 | 201  | 98   |
| 45 | Stati Uniti (bandiera) | GA    | Rasual Butler      | 1979 | 201  | 93   |

## Staff tecnico
- Allenatore: Byron Scott
- Vice-allenatori: Darrell Walker, Kenny Gattison, Charlie Parker, Paul Pressey
- Preparatore atletico: Terry Kofler